# Stettener Brotwasser

Weinlage des Stettener Brotwassers

Das Stettener Brotwasser ist eine Riesling-Lage in Stetten im Remstal im Rems-Murr-Kreis. Die Weinlage ist im Besitz der Hofkammer des Hauses Württemberg und befindet sich direkt unter der Yburg.
Die Lage gilt als eine der besten Flächen im Weinbaugebiet Württemberg und wird in der VDP-Qualitätspyramide als „Große Lage“ bzw. „Erste Lage“ gekennzeichnet. Das Stettener Brotwasser Steingrube trägt die höchste Klassifikationsstufe „Großes Gewächs“ für trockene Weine aus Weingütern.

## Beschreibung
Die Weinlage am rechten Hang über dem Stettener Haldenbach hat eine Hangneigung von bis zu 60 Prozent, Trockenmauern schützen ihre Sandstein-Terrassen vor der Erosion. Sie hat eine nach Südwesten exponierte Fläche von 3,34 ha auf Keuperboden, wovon ca. 2 ha auf die Große Lage Stettener Brotwasser Steingrube entfallen. Seit 1666 ist die Lage im Besitz des Hauses Württemberg. Die Monopollage grenzt an die Weinlage Pulvermächer an.

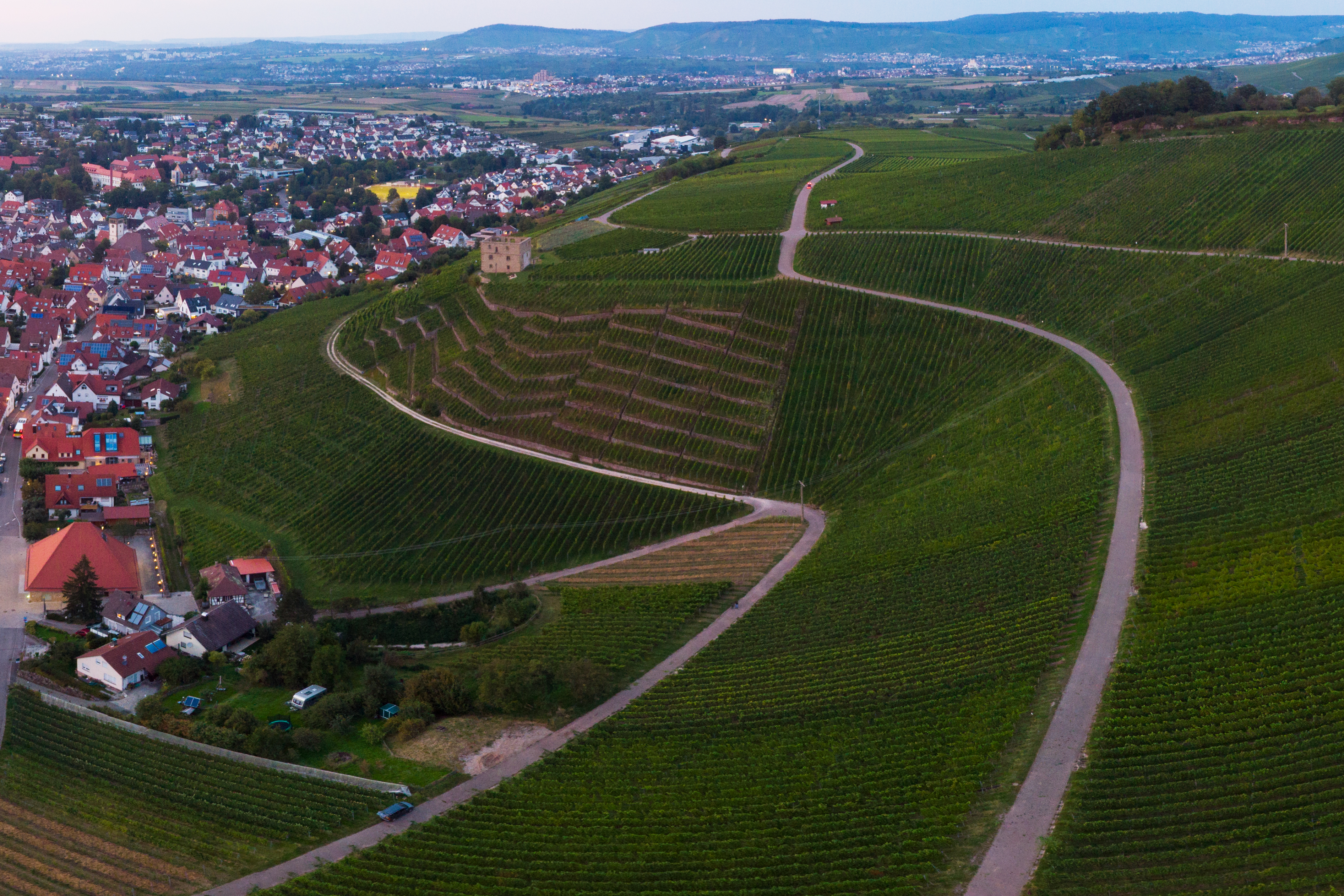
Luftbild der Weinlage
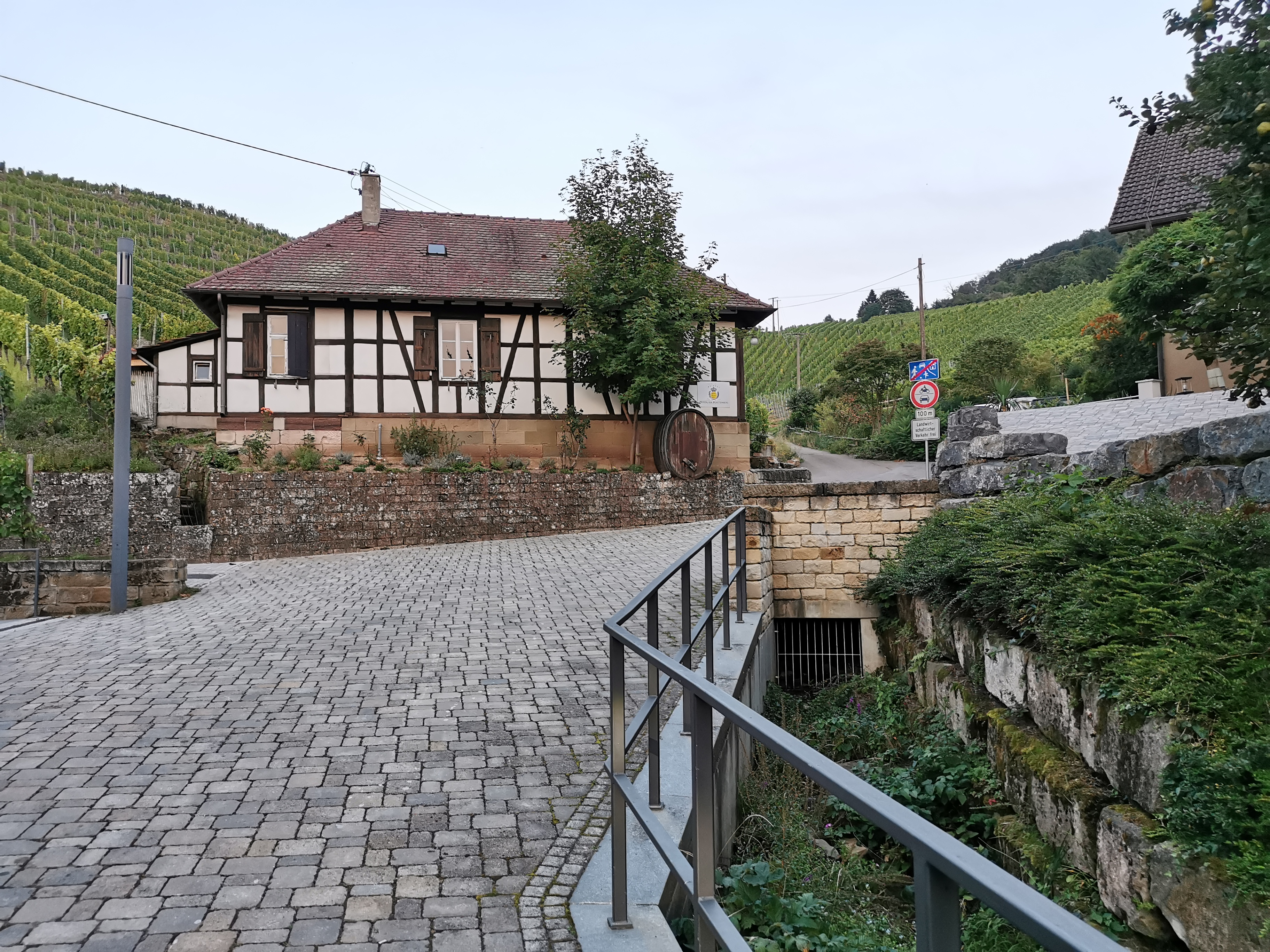
Gebäude der Hofkammer unterhalb der Weinlage
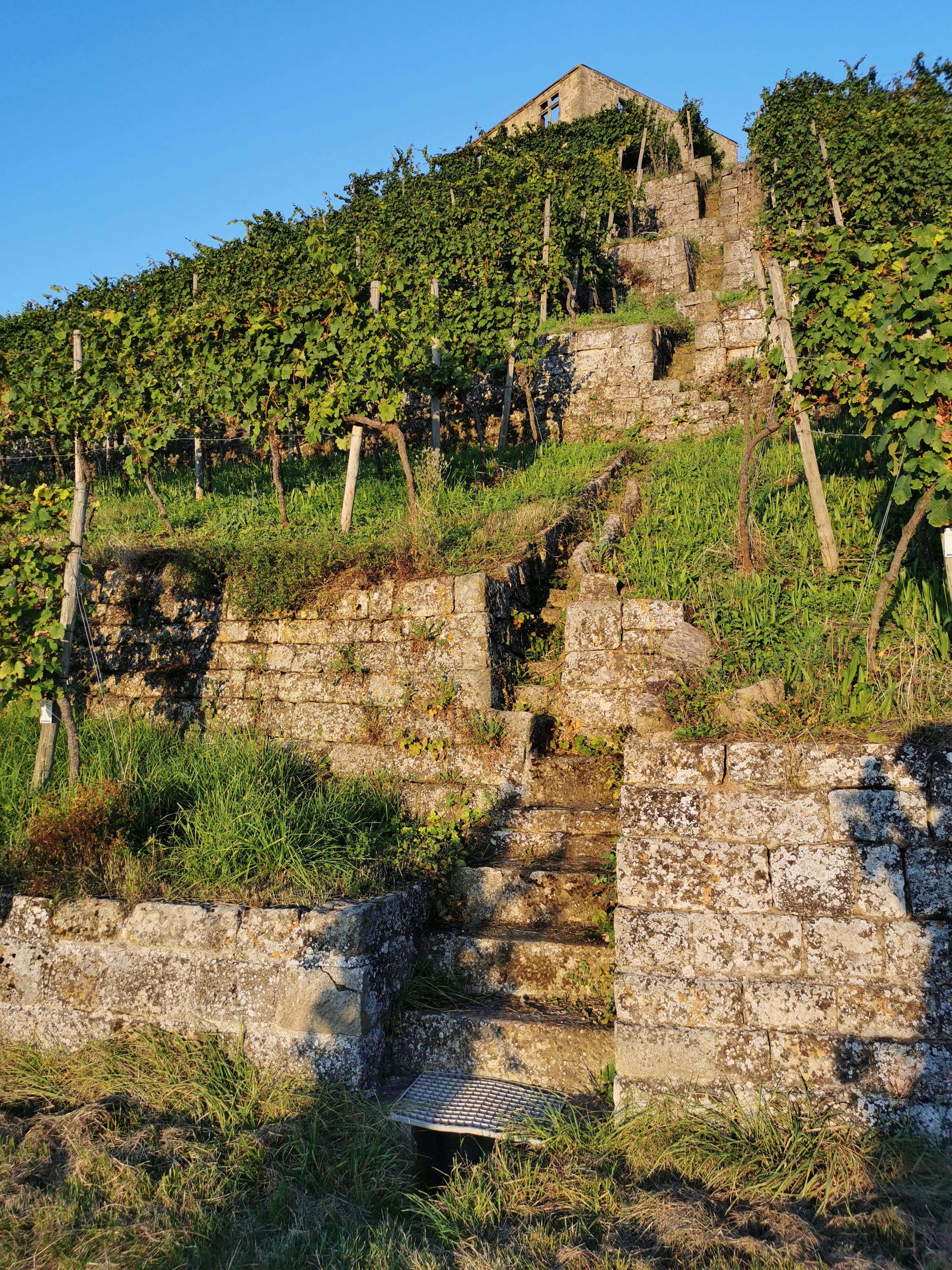
Steillagenweinbau unter der Yburg

Karte der Weinlage

## Geschichte

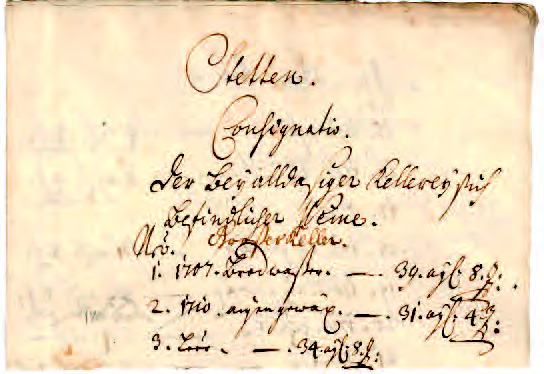
Brotwasser auf einer Inventurliste von 1713

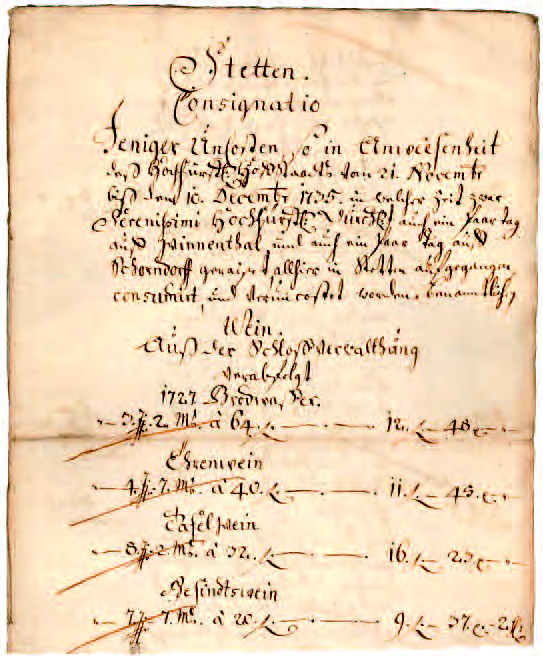
Herzog Carl Alexander bekommt 1735 das Brotwasser als ersten Wein serviert

Einer alten Erzählung zufolge soll der Name dieses Weines wie folgt entstanden sein: Im 17. Jahrhundert ersann eine residierende Hofdame eine List. Sie ließ sich den Krug, der für das Brotwasser (zum Aufweichen des oft harten Brotes) bestimmt war, mit Wein füllen. So konnte sie mit gehaltvollerem Getränk ihr Brot anfeuchten und doch ihren Weinkonsum vor der Öffentlichkeit verbergen.
Weil aber die Bediensteten nun, um den Krug zu füllen, nicht mehr zum Brunnen, sondern in den Keller liefen, blieb diese List nicht lange verborgen. Der Wein bekam daraufhin den Namen Brotwasser.
Der herzogliche Archivar Christian Friedrich Sattler hat die Geschichte 1752 erstmals erwähnt.
In einer Inventurliste aus dem Schloss Stetten von 1713 ist der bislang älteste Jahrgang des Brotwassers aus dem Jahre 1704 erwähnt. Wahrscheinlich wurde dieser aber bereits vorher angebaut.
Der Wein war ursprünglich beim Adel sehr beliebt und wurde zeitweise sogar als eine Art eigene Qualitätsstufe gesehen. So zweigte beispielsweise die Mätresse und de facto-Landesherrin Wilhelmine von Grävenitz erhebliche Mengen aus den Lagerbeständen für sich und für den illegalen Weiterverkauf davon ab.